# Kaldhamn
Kaldhamn är en ö i Finland. Den ligger i Bottenhavet och i kommunen Kristinestad i den ekonomiska regionen  Sydösterbotten i landskapet Österbotten, i den västra delen av landet. Ön ligger omkring 100 kilometer söder om Vasa och omkring 300 kilometer nordväst om Helsingfors.
Öns area är 5 hektar och dess största längd är 0,5 kilometer i nord-sydlig riktning.